# Aeropuerto de Attawapiskat
El Aeropuerto de Attawapiskat (del inglés: Attawapiskat Airport) (IATA: YAT, OACI: CYAT) está ubicado adyacente a Attawapiskat, Ontario, Canadá.

## Aerolíneas y destinos
- Air Creebec
  - Fort Albany / Aeropuerto de Fort Albany
  - Kashechewan / Aeropuerto de Kashechewan
  - Moosonee / Aeropuerto de Moosonee
  - Peawanuck / Aeropuerto de Peawanuck
  - Timmins / Aeropuerto de Timmins